# Victoria Santa Cruz

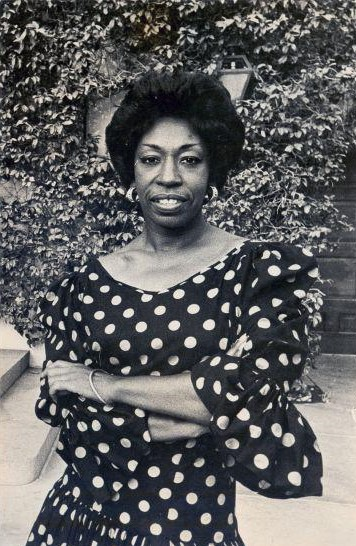
Victoria Santa Cruz, Juli 1973

Victoria Eugenia Santa Cruz Gamarra (* 27. Oktober 1922 in Lima; † 30. August 2014 ebenda) war eine afroperuanische Choreografin, Komponistin und Aktivistin.
Victoria Santa Cruz wird als „Mutter des afro-peruanischen Tanzes und Theaters“ bezeichnet. Zusammen mit ihrem Bruder Nicomedes Santa Cruz gilt sie als maßgeblich für die Wiederbelebung der afroperuanischen Kultur in den 1960er und 1970er Jahren. Beide stammten aus einer langen Reihe von Künstlern und Intellektuellen. Ihr wird nachgesagt, dass sie in ihrer Sichtweise des Tanzes afrozentrische Einflüsse hatte und versuchte, das „Ahnengedächtnis“ der afrikanischen Formen zu entdecken. Sie war Mitbegründerin der Tanzensembles Cumanana.

## Leben
Santa Cruz war das achte von zehn Kindern von Nicomedes Santa Cruz Aparicio und Victoria Gamarra. Ihre Mutter sprach nur Spanisch und tanzte gern. Ihr jüngerer Bruder Nicomedes Santa Cruz Gamarra, mit dem sie oft auftrat, wurde ein bekannter Dichter.
Schon früh wurde Santa Cruz, die aus einem Haushalt voller schwarzer Künstler und Musiker stammte, mit afro-peruanischem Tanz (Marinera und andere Kreolen-Tänze) sowie Poesie und Musik vertraut gemacht.  Dieser frühe Kontakt mit Kunst und Musik veranlasste Victoria Santa Cruz dazu, an Musicals teilzunehmen oder sie wie Malató zu schaffen, was später eines ihrer lebenslangen Ziele verkörpern sollte: Selbstfindung und Wiedergewinnung der Kultur auf der Grundlage des inneren Rhythmus und dessen, was sie als Ahnengedächtnis bezeichnete, Weckung von schwarzem Bewusstsein und Stolz auf die afro-peruanischen Kultur wecken. Ihre Leidenschaft für Tanz und musikalische Komposition sollte sie ihr ganzes Leben lang beeinflussen.
In einem Interview mit Marcus D. Jones beschreibt Santa Cruz den Moment in ihrer Kindheit, in dem sie zum ersten Mal Alltagsrassismus erfahren musste: Sie beschreibt, wie ihre Freunde sie wegen ihrer afrikanischen Gesichtszüge ablehnen. Ein neu hinzugezogenes blondes und weißes Mädchen in ihrer Nachbarschaft sagt: „Wenn das schwarze Mädchen mit uns spielen will, gehe ich weg“. In ihrem berühmten Gedicht Me gritaron negra („Sie beschimpften mich als Negerin“) nimmt sie direkt darauf Bezug und beginnt mit dieser Erfahrung ihre langjährige Auseinandersetzung mit ihrer Identität. „Was mache ich hier? Was bedeutet es, schwarz zu sein? Was bedeutet es, weiß zu sein?“ Darüber hinaus wurde Santa Cruz mit den Worten zitiert, dass „Herausforderungen eine wichtige Rolle spielen“ in Bezug auf den Rassismus, den sie in ihrem Leben erfahren hat.
Santa Cruz gründete 1958 die Theatertruppe Cumanana, die sie bis 1961 mit leitete. 1966 gründete sie Teatro y Danzas del Perú, bei der es sich um Gruppenaufführungen unter der Leitung von Cruz und anderen prominenten afroperuanischen Tänzern handelte, die dazu beitrugen, verlorenes Kulturgut wiederzugewinnen. Während die Tänzerinnen und Tänzer ihre Stücke einzeln und als Gruppe aufführten, erklang im Hintergrund traditionelle Musik, ganz im Sinne von Cruz’ Anliegen der „Wiederherstellung, Erschaffung und Wiederbelebung“ aussterbender Rhythmen wie der Zamacueca, der Landó oder der Alcatraz. Ihre künstlerische Karriere als Performerin, Choreografin und Komponistin führte zu Fernsehauftritten im peruanischen Fernsehen und internationalen Tourneen. Der größte internationale Meilenstein war der Auftritt der Gruppe bei den Olympischen Spielen 1968 in Mexiko-Stadt. Die Wiederbelebung dieser verlorenen Rhythmen brachte ihr eine Position in der peruanischen Militärregierung ein. Cruz wurde 1969 zur Direktorin der neu gegründeten Escuela Nacional de Folklore und 1973 zur Direktorin des Conjunto Nacional de Folklore ernannt.
In einer Ausgabe der Zeitschrift Folklore beschrieb sie als Ziel des Conjunto, „nationale Folklore in Form von Tanz, Musik, Liedern und Musikinstrumenten zu sammeln, zu bewahren, zu erforschen und zu verbreiten“.
Sie tourte weiterhin mit der Gruppe durch große Länder wie die Vereinigten Staaten, Kanada und Westeuropa. Von 1982 bis 1992 war sie als Hochschullehrerin an der Carnegie Mellon University tätig.
Santa Cruz besuchte erstmals im Alter von 42 Jahren mit einem Stipendium der französischen Regierung die Université du Théâtre des Nations und die École Supérieur des Études Chorégraphiques in Paris (1961–1965), wo sie Theater und Choreografie bei Jean-Louis Barrault, Eugène Ionesco und Maurice Béjart studierte. Während der Zeit ihres Studiums entwarf sie die Kostüme für das Stück El Retablo de Don Cristóbal von Federico García Lorca, besuchte sie zum ersten Mal Afrika und gründete das Ballet-Ensemble La muñeca negra („Die schwarze Puppe“, 1965).
In ihrem letzten Interview 2011 antwortete Santa Cruz auf die Frage „Was hat Sie der Rassismus gelehrt?“ mit den Worten: „In a little while, I will leave this life […] and I want to leave in peace, with my conscience clean, and we'll see what happens here. But everything is weakened, dislocated in the entire world. And everyone is losing because really, this is not how you fight“.
Santa Cruz starb am 30. August 2014 in Lima.
2018 waren sie und ihre Arbeit Gegenstand der Ausstellung Radical Women: Latin American Art, 1960–1985 im Hammer Museum, Los Angeles, und im Brooklyn Museum, New York City.

## Werke und Performances
- Malato (1961) ist ein Musical in drei Akten, in dem die Beziehung zwischen den Versklavten und ihren Unterdrückern dargestellt wird, die aus der peruanischen Geschichte der Sklaverei entfernt wurde. Das Stück wurde von Santa Cruz geschrieben, choreografiert und inszeniert.[13]
- Cumanana (1970) ist der Name eines ihrer bekanntesten Lieder, weil es an ihre Vergangenheit in der Band mit ihrem Bruder Nicomedes erinnert. Der Begriff bedeutet, in ihren eigenen Worten, „eine Mischung aus spanischen und schwarzen Dingen“.
- Me gritaron negra („Sie schrien mich schwarz“) (1978), ein Sprechgedicht, das in der Ausstellung Radical Women: Latin American Art, 1960–1985 gezeigt wurde und das das durch seinen sozialen Kommentar zu Rasse, Rassismus und Vorurteilen in der Latino-Gemeinschaft gegenüber Afroperuanern bekannt wurde.[8][6]
- La Magia del Ritmo (2004) ist eine Performance und ein rhythmisches Lied, das Santa Cruz 2004 im Rahmen eines peruanisch-japanischen Theaterstücks präsentierte. Die Absicht der Künstlerin war es, eine lebendige Erfahrung und eine Verbindung unter den Zuschauern zu schaffen, indem sie Theatralik mit kultureller und rhythmischer Musik verband.
- Ritmo, El Eternal Organizador. PetroPerú Ediciones Copé, Lima 2004, ISBN 978-9972-606-42-7. Dies ist das einzige von Santa Cruz veröffentlichte Buch. Es spiegelt ihre persönlichen Ansichten wider und gibt einen detaillierten Einblick in ihre Lebensauffassung.[13][14]
- Pa' Goza Con el Ritmo del Tambo (2014) ist ein weiteres rhythmisches Lied, das den Stolz, eine Afroperuanerin zu sein, hervorhebt und das Tambourine lobt. Dieses Lied stammt aus ihrem 2014 veröffentlichten Album Somos de Ébano y No de Marfíl.
- Las Lavanderas (2015) ist ein rhythmischer  Song aus ihrem Album Victoria Santa Cruz y Gente Morena. In dem Lied gibt es einen Dialog zwischen zwei Personen, die auf die afroperuanische Frau in der Nachbarschaft hinweisen und sie „Negra sucia“ und „Negra idiota“, schmutzig und blöd, nennen.
- La Buñolera (2016) ist ein weiteres Beispiel für den Stolz der Künstlerin auf ihre Identität als afroperuanische Frau. Dieses Lied richtet sich speziell an „Afro Peruvanas“, afroperuanische Frauen.

Viele der Stücke sind als Sammlungen auf CDs oder online zugänglich.